# Automatischer Kassentresor
Ein Automatischer Kassentresor (AKT), in der Praxis auch Beschäftigtenbedienter Banknotenautomat (BBA) oder gelegentlich Cash-Adapter (CA), Cash-Master (CM) oder Teller assist unit (TAU) genannt, ist ein Tresor, der in Banken zur Auszahlung von barem Geld am Schalter oder an Kassenplätzen verwendet wird. Um die Sicherheit zu erhöhen, werden die Bargeldbestände in solchen Tresoren gehalten. Durch Zeitschloss und Höchstbetragsgrenzen ist der schnelle Zugriff auf den Inhalt des Tresors nicht möglich. Die Auszahlungen erfolgen mittels PC-Eingabe. 
In einem AKT befinden sich mehrere Geldkassetten oder -rollen. Diese können mit unterschiedlichen Geldscheinen bestückt werden. Die Eingabe in den Computer ermöglicht diesem, bei einer Auszahlung, die richtigen Beträge auszuzahlen. Standardmäßig wird eine Haushaltsmischung an Geldscheinen ausgegeben, der Kassierer kann jedoch auch die gewünschte Stückelung eingeben. 
Eine Prüfung auf Echtheit der Scheine erfolgt bei modernen AKTs automatisch bei den Einzahlungsvorgängen. Ebenfalls sind neuere AKT in der Lage, die korrekte Bestückung zu prüfen. Fehlauszahlungen sind möglich, wenn auch sehr selten.
1983 waren in der Bundesrepublik Deutschland erst rund 4 Prozent der Banken und Sparkassen mit einem Automatischen Kassentresor (AKT) ausgestattet, ersetzte seitdem aber die bisher üblichen Geldkästen in den Kassenboxen, in denen die Kassierer die Geldscheine für die Bargeschäfte der Kunden bereithält. Bei den ersten eingesetzten Modellen gab der Kassierer den gewünschten Betrag in den Computer ein und nach einer Wartezeit von 3 Minuten erfolgte die Geldausgabe durch einen Kassenschlitz. Dabei war die Ausgabe auf 40 Geldscheine alle 3 Minuten begrenzt. Den Zugang zum Tresorraum gab der Computer erst nach einer Wartezeit von 15 Minuten frei. Heute dürfen innerhalb von jeweils 30 Sekunden insgesamt maximal 5.000 Euro, jedoch innerhalb von 2 Minuten nur insgesamt maximal 10.000 Euro ausgezahlt werden. Beträge von 10.000 bis 50.000 Euro dürfen erst nach mindestens 5 Minuten zur Verfügung stehen. Der Haupttresor darf sich erst nach einer Sperrzeit von mindestens 10 Minuten öffnen lassen. Zum Vergleich: bei der Hamburger Sparkasse (Haspa) wurden 1992 noch 25 Millionen Vorgänge über die herkömmlichen Kassenboxen und nur 5 Millionen über Geldautomaten abgewickelt. Bis 1999 war die Anzahl bei den Automaten auf mehr als 20 Millionen Posten gestiegen und bei den Kassenboxen auf 15 Millionen gesunken. Bis 2002 wurden alle Kassenboxen abgeschafft.
In der Unfallverhütungsvorschrift Kassen (GUV-V C 9) der Verwaltungs-Berufsgenossenschaft sind automatische Kassentresore in Deutschland zwingend vorgeschrieben, wenn die Kassierer nicht in einem eigenen verglasten Kassenraum mit umfangreichen weiteren Sicherheitsvorkehrungen arbeiten.